# Паул Крутцен
 Паул Йозеф Крутцен (на нидерландски: Paul Jozef Crutzen) е нидерландски атмосферен химик, лауреат на Нобелова награда за химия от 1995 г. Той е известен с работата си върху изменението на климата и с популяризирането на термина антропоцен, описващ нова епоха, в която дейността на хората оказва драстично влияние върху Земята.

## Ранен живот и образование
Крутцен е роден на 3 декември 1933 г. в Амстердам, Нидерландия. През септември 1940 г. започва училище, но едновременно с това Нацистка Германия нахлува в Нидерландия. След множество училищни забавяния и премествания, причинени от войната, Крутцен завършва началното си образование и започва средното си образование през 1946 г., изучавайки френски, немски и английски. Заедно с езиците, той се фокусира върху природните науки. През 1951 г. е приет в техническо училище, където изучава строително инженерство, но образованието му отново е прекъснато, тъй като трябва да служи 21 задължителни месеца в армията на Нидерландия. Завършва през 1954 г., но тъй като не може да си позволи да продължи да учи в университет, започва да проектира къщи и мостове. Жени се през 1958 г. за Терту Соининен, от която има две дъщери.

## Научна дейност
В действителност, Крутцен иска да работи за академичен отдел, а не за строително бюро. Той кандидатства за работа като компютърен програмист в Института по метеорология към Стокхолмския университет. Макар да няма опит с компютрите, по това време много малко хора имат такъв опит. Той е избран за позицията, а младото семейство се премества в Стокхолм. Първоначално се интересува от математика, но скоро губи страстта си към нея в полза на атмосферната химия. Докато работи в института, Крутцен учи успоредно с това. Така той се сдобива с докторска степен по метеорология от университета.
Изследванията на Крутцен са главно в областта на атмосферната химия. Занимава се задълбочено с изтъняването на озоновия слой. През 1970 г. той заявява, че емисиите на диазотен оксид (N2O – стабилен и устойчив газ, произвеждан от бактериите в почвата) от земната повърхност могат да влияят на азотен оксид (NO) в стратосферата. Крутцен показва, че диазотният оксид се задържа достатъчно дълго, за да достигне стратосферата, където се превръща в азотен оксид. Той, също така, отбелязва, че употребата на торове може да доведе до покачване на емисиите на диазотен оксид. От това заключава, че човешката дейност може да засегне стратосферния озонов слой.
От 1980 г. започва работа в департамента по атмосферна химия към Института „Макс Планк“ по химия в Майнц, Германия. По-късно работи в Института по океанография Скрипс към Калифорнийския университет, Сан Диего и в Сеулския университет, Южна Корея. Той е и дългогодишен изследовател към Технологичния институт Джорджия и към департамента по метеорология към Стокхолмския университет.
Една от главните области на интерес за Крутцен е антропоценът. През 2000 г. Крутцен и Юджийн Стормер предлагат термина антропоцен за текущата геоложка епоха, целейки да наблегнат върху централната роля на човешкия вид в днешната геология и екология.
През 1995 г. Крутцен е награден с Нобелова награда за химия за изследванията си върху изтъняването на озоновия слой, споделяйки я с Шерууд Роуланд и Марио Молина. Той вярва, че политическите опити за ограничаване на парниковите газове от човешката дейност са толкова жалки, че е необходим радикален план.
През 2003 г. Крутцен става един от 22-мата нобелови лауреата, които се подписват под Хуманисткия манифест. От 2006 г. е чуждестранен член на Британското кралско научно дружество.
През януари 2008 г. Крутцен публикува откритието си, че изпускането на диазотен оксид при производството на биогориво влошава повече глобалното затопляне, отколкото изкопаемите горива. Крутцен е поддръжник и на теорията за ядрена зима.